# Rhyncholacis
Rhyncholacis là một chi thực vật có hoa trong họ Podostemaceae.

## Loài
Chi Rhyncholacis gồm các loài: